# Waterloo (Ontario)
Waterloo is een stad in Canada in de provincie Ontario.
Waterloo telde in 2006 bij de volkstelling 97.475 inwoners. Het is onderdeel van het grootstedelijk gebied Kitchener.
Waterloo is een universiteitsstad. Er zijn twee universiteiten gevestigd: de Waterloo-universiteit met ongeveer 27.000 studenten en de Wilfrid Laurier University met circa 12.000 studenten.
Diverse high-tech bedrijven hebben in Waterloo hun hoofdkantoor, waaronder: 
- BlackBerry
- Dalsa

## Geboren
- Andrew Poje (1987), kunstschaatser

Panorama